# Puerto Rico Open 1993 - Doppio
Il doppio del torneo di tennis Puerto Rico Open 1993, facente parte del WTA Tour 1993, ha avuto come vincitrici Debbie Graham e Ann Grossman che hanno battuto in finale Gigi Fernández e Rennae Stubbs con il punteggio di 5–7, 7–5, 7–5.

## Teste di serie
1. Gigi Fernández /  Rennae Stubbs (finale)
2. Debbie Graham /  Ann Grossman (campioneses)

1. Linda Wild /  Audra Keller (semifinali)
2. Louise Allen /  Laura Golarsa (quarti di finale)

## Tabellone

### Legenda
| - Q = Qualificato - WC = Wild card - LL = Lucky loser | - ALT = Alternate - SE = Special Exempt - PR = Protected Ranking | - w/o = Walkover - r = Ritirato - d = Squalificato |